# Rhône-Poulenc
La sociedad Rhône-Poulenc (pronunciación en francés: /ʁon pulɛ̃k/) fue el mayor productor francés de químicos así como de fármacos de Francia. Fue absorbida por la germana Hoechst AG, y posteriormente se dio a conocer como parte de la multinacional francesa Sanofi. La sociedad Rhône-Poulenc originalmente creó los Premios Rhône-Poulenc, ahora llamados Premios Aventis.

## Historia
Fundada en el año de 1928, tras la fusión de las sociedades Société des usines chimiques du Rhône (Sociedad de Productos Químicos de Rhône y sus Factorías) de Lyon y la Établissements Poulenc Frères (Compañía Poulenc Hermanos) de París, iniciada por Étienne Poulenc, un boticario parisino del siglo XIX que ganó mayor reputación tras el nacimiento y ascenso en el ramo de su segundo y tercer hijos: Émile, padre del compositor Francis Poulenc, y Camille Poulenc (1864-1942).
En 1950, la compañía sintetizó la clorpromazina tras lo que vende su fórmula a la sociedad Smith, Kline & French (hoy día parte de la multinacional GlaxoSmithKline), que la comercializa como fármaco bajo la marca de Thorazine. En el mes de enero del año 1999, Rhône-Poulenc se fusiona con su par alemana Hoechst AG y conforman la firma Aventis. Posteriormente en el año 2004, Aventis se fusiona con la firma rival Sanofi-Synthélabo formando la actual Sanofi-Aventis, el tercer mayor productor farmacéutico en el mundo. En el año 2011, Sanofi-Aventis decide abandonar el uso del sufijo Aventis, abreviando su razón social simplemente a Sanofi.
En 1997, la división de productos químicos de Rhône-Poulenc se escinde en una sociedad separada llamada Rhodia. La sociedad Rhodia fue posteriormente adquirida por el Grupo Solvay tras aceptar de manera formal su oferta de adquisición en septiembre del 2011.
La división de productos agroquímicos de la Rhône-Poulenc, conocida como Aventis CropScience tras su fusión con Hoechst, fue vendida a Bayer; su rival químico-farmacéutico alemán, en el año 2002.

## Procesos judiciales
En 1997 Rhône-Poulenc se vuelve una parte central en lo que se conoce hasta ahora como el mayor y más grave desastre medioambiental de la historia en Suecia. Rhône-Poulenc suplía con Rhoca-Gil a los constructores del túnel Hallandsas. Éste químico se vertió de forma accidental en uno de los pozos artesianos cercanos al punto de obra, causando graves daños a la salud del ganado, a la naturaleza y especies animales de los alrededores así como en la ya deteriorada salud de los trabajadores en el sitio de construcción.
Rhône-Poulenc fue criticada por no tener presente sobre informar de los riesgos sobre el uso del citado sellador, el cual contiene en sus componentes acrilamida, la cual es considerada por el gobierno de Suecia como una sustancia carcinógena. Tras el incidente, se llevó a cabo un proceso judicial contra la compañía, y en el mes de junio de 2001, el gerente y director de la otrora Rhône-Poulenc Suecia fue hallado culpable de violar el Decreto Estatal sobre sustancias químicas.

## Facilidades de producción

### Productos farmacéuticos
- Planta de Vitry-sur-Seine: Fue y ahora es uno de los principales centros industriales, inicialmente de Poulenc; ahora de la sociedad Sanofi, fundado desde 1909, y es también uno de los centros de investigación y desarrollo más importantes de la actualidad. Así mismo, la producción de Specia (Société Parisienne soplado químico), la división farmacéutica de Rhône-Poulenc. Actualmente el centro de desarrollo en biotecnología y la sección de investigación y desarrollo son la sede de desarrollo estratégico de Sanofi.

- Planta de Saint-Fons: centro industrial de 25 hectáreas, donde desde la época de Rhône-Poulenc y Specia hasta la actualidad, ya en manos de Sanofi, se producen la mayor parte de los productos de la industria farmacéutica francesa.

### Productos químicos
- Planta química ubicada al sur de Lyon, más precisamente en el municipio de San Fons a orillas del Ródano, cerca de la refinería de Feyzin, todavía en el departamento de Ródano. Es la planta química situada en Alsacia en Chalampé.